# マルケータ・プシェミスロヴナ
マルケータ・プシェミスロヴナ（チェコ語：Markéta Přemyslovna；ポーランド語：Małgorzata Przemyślidka、1296年2月21日 - 1322年4月8日）は、レグニツァ＝ブジェク公ボレスワフ3世の最初の妃。ボヘミア王兼ポーランド王であったヴァーツラフ2世の五女、母はローマ王ルドルフ1世の娘グタ（ユッタ）。

## 生涯
ボレスワフ3世がボヘミア宮廷に現れてマルケータと婚約して以後、ヴァーツラフ2世は目に見えてボレスワフを寵愛し始めた。この寵愛ぶりは王家の男性親族たちの眼には脅威と映り、彼らは若いボレスワフをボヘミア王位をめぐる競争相手と認識するようになった。自分の息子が後継者にふさわしくないと考えていたヴァーツラフ2世が1305年に急死し、ヴァーツラフ3世も翌1306年にオロモウツで暗殺されると、マルケータの婚約者ボレスワフはボヘミアとポーランドの王位を狙える立場に立った。ボレスワフ3世は「ポーランド王位の相続者」（haeres Regni Poloniae）を称してボヘミアの王位継承争いに参戦した。
ボヘミア王位は当初、マルケータの一番上の姉アンナと結婚したケルンテン公ハインリヒ6世の手に渡った。しかしアンナとその夫はわずか1年ほどしか王位を保てず、オーストリア公ルドルフ3世に取って代わられた。ルドルフはマルケータたち姉妹の継母リクサ・エルジュビェタと結婚した。1307年にルドルフが急死したことでハインリヒは復位したが、王位は盤石とは言い難かった。国王夫妻の関心は王妃の妹たち、エリシュカとマルケータに向けられた。特にマルケータのすぐ上の姉エリシュカは独身で婚約もまだだった。国王夫妻は政治的思惑から彼女をオットー・フォン・レープダブルクという貴族に嫁がせようとしたが、エリシュカはこれを拒んだ。エリシュカは神聖ローマ皇帝ハインリヒ7世の息子ヨハンと結婚すると、夫とともに姉夫婦をボヘミアから追い出した。ケルンテン公とアンナはケルンテン公国へ逃れ、アンナは1313年に子供のないまま死んだ。エリシュカと結婚したヨハンはボヘミア王位を最終的に獲得し、皇帝カール4世を始めとする多くの子供をもうけて新しいボヘミア王家を築いた。ボレスワフ3世とマルケータがボヘミアの王位を狙う機会は二度と訪れなかった。
マルケータは1308年、ボレスワフ3世と正式に結婚した。その14年後の1322年、第3子を出産後に死亡している。ボレスワフ3世は1326年、クロアチア人のカタリナ・シュビッチと再婚した。

## 子女
マルケータは夫との間に3人の息子をもうけた。
1. ヴァツワフ1世（1318年頃 - 1364年6月2日）
2. ルドヴィク1世（1321年頃 - 1398年12月6/23日）
3. ミコワイ（1322年4月7日、出生日に死去）